# مقررات ملی ساختمان
مقررات ملی ساختمان، در کشور ایران یک شیوه نامه فنی، اجرایی و حقوقی بایسته در طراحی، نظارت و اجرای عملیات ساختمانی همچون تخریب، نوسازی، بازسازی، بهسازی، تغییر کاربری یا بهره‌برداری از ساختمان است؛ که برای تأمین ایمنی، آسایش، بهداشت، بهره‌وری انرژی و اقتصادی فرد و جامعه نوشته شده‌است.
مقررات ملی ساختمان در قالب ۲۳ جلد کتاب تدوین شده است که جلد اول آن به تعاریف مرتبط با سایر ۲۲ جلد کتاب پرداخته است؛ و در جلد های ۲ تا ۲۳ هر یک به موضوع خاصی مرتبط با مهندسی ساختمان پرداخته شده است. این مباحث از جمله منابع اصلی آزمون‌های نظام مهندسی هستند.

## تنظیم مقررات ملی ساختمان
پس از ادغام وزارت مسکن و شهرسازی و وزارت راه و ترابری با یکدیگر در خرداد ۱۳۹۰ هجری شمسی،وزارت راه و شهرسازی طبق مادهٔ ۳۳ قانون نظام مهندسی و کنترل ساختمان وظیفهٔ تدوین مقررات ملی ساختمان را به عهده دارد. این وزارتخانه با تشکیل شورایی تحت عنوان «شورای تدوین مقررات ملی ساختمان» با عضویت استادان و صاحب‌نظران برجستهٔ کشور به منظور نظارت بر تهیه و هماهنگی بین مباحث از حیث شکل، ادبیات، واژه‌پردازی، حدود و دامنهٔ کاربرد و همچنین با تشکیل دادن «کارگروه‌های تخصصی»، شرایط لازم برای تدوین این مقررات را به وجود آورده‌است.

## سلسله مراتب تنظیم مقررات ملی ساختمان
پس از تهیهٔ پیش‌نویسِ مقدماتی مبحث مورد نظر، کارگروه‌های ویژه هر مبحث مستقر در مرکز تحقیقات راه، مسکن و شهرسازی، این پیش‌نویس را بررسی و بازنگری کرده و با انجام رایزنی با مراجع مربوط پیش نویس ها جهت نظر سنجی و ایجاد تغییرات برای سازمان های نظام مهندسی تمامی استان ها ارسال و به نظرخواهی مهندسان دارای پروانه اشتغال در سراسر کشور گذاشته می‌شود.
پس از بررسی تمامی نظرها و پیشنهادها و در صورت نیاز انجام ویرایش های نهایی، متن پایانی پس از تأیید شورای تدوین مقررات ملی ساختمان برای تصویب به وزیر راه و شهرسازی پیشنهاد می‌شود.
وزیر راه و شهرسازی طی یک ابلاغیه قانونی به نهاد های ذیربط؛ لازم الاجرا بودن ویرایش جدید مبحث و نیز تاریخ انقضای ویرایش قبل را ابلاغ کرده و این ابلاغیه به تمامی ارگان های مربوط از جمله بنیاد مسکن انقلاب اسلامی؛ سازمان نظام مهندسی ساختمان ، سازمان نظام کاردانی ساختمان ارسال خواهد شد.
پس از این ابلاغیه قانونی وزیر راه و شهرسازی، مراحل چاپ و انتشار مقررات ملی ساختمان به صورت کتاب توسط مرکز تحقیقات راه، مسکن و شهرسازی انجام شده و روانه بازار خواهدشد.

## انتشار مقررات ملی ساختمان
مقررات ملی ساختمان در قالب بیست و سه جلد کتاب تدوین شده است؛ که هر جلد به یک جستار یا مبحث خاص در موضوعات مرتبط با ساختمان می‌پردازد. مباحث مقررات ملی ساختمان با فرمت PDF نیز منتشر می‌شوند و قابل دانلود هستند. این ۲۳ مبحث عبارتند از:
مبحث یکم: تعاریف
مبحث دوم: نظامات اداری
مبحث سوم: حفاظت ساختمانها در مقابل حریق
مبحث چهارم: الزامات عمومی ساختمان
مبحث پنجم: مصالح و فرآورده‌های ساختمانی
مبحث ششم: بارهای وارد بر ساختمان
مبحث هفتم: ژئوتکنیک و مهندسی پی
مبحث هشتم: طرح و اجرای ساختمانهای با مصالح بنایی
مبحث نهم: طرح و اجرای ساختمانهای بتن آرمه
مبحث دهم: طرح و اجرای ساختمانهای فولادی
مبحث یازدهم: طرح و اجرای صنعتی ساختمانها
مبحث دوازدهم: ایمنی و حفاظت کار در حین اجرا
مبحث سیزدهم: طرح و اجرای تأسیسات برقی ساختمانها
مبحث چهاردهم: تأسیسات مکانیکی
مبحث پانزدهم: آسانسورها و پلکان برقی
مبحث شانزدهم: تأسیسات بهداشتی
مبحث هفدهم: لوله‌کشی گاز طبیعی
مبحث هجدهم: عایق بندی و تنظیم صدا
مبحث نوزدهم: صرفه‌جویی در مصرف انرژی
مبحث بیستم: علائم و تابلوها
مبحث بیست و یکم: پدافند غیرعامل
مبحث بیست و دوم: مراقبت و نگهداری از ساختمان‌ها
مبحث بیست و سوم: الزامات ترافیکی ساختمانها

### مباحث در دست تهیه مقررات ملی ساختمان
مبحث بیست و چهارم: ارزیابی و بهسازی ساختمان های موجود
مبحث بیست و پنجم: انطباق شهری ساختمان

### موضوع‌های برای مباحث جدید مقررات ملی ساختمان
مبحث بیست و ششم: شهرسازی
مبحث بیست و هفتم: مقاوم‌سازی ساختمانها
مبحث بیست و هشتم: معماری ایرانی-اسلامی